# Лэй, Кеннет
Кеннет Ли «Кен» Лэй (англ. Kenneth Lee "Ken" Lay; 15 апреля 1942 — 5 июля 2006) — американский бизнесмен, широко известный своей ролью в коррупционном скандале, который привёл к банкротству корпорации Enron, где он занимал пост генерального директора и председателя с 1985 года до своей отставки 23 января 2002 года.
7 июля 2004 года Лэю было предъявлено обвинение по 11 пунктам в мошенничестве с ценными бумагами и связанными с ними расходами. 31 января 2006 года, после четырёх с половиной лет подготовки, начался судебный процесс по этому делу, проходивший в Хьюстоне. 25 мая того же года Лэй был признан виновным по 10 пунктам обвинения, по каждому из которых предусматривалось лишение свободы на срок от 5 до 10 лет. Однако, 5 июля Кеннет скончался во время отпуска в Сноумасс, штат Колорадо, не дожив до 23 октября, на которое было назначено вынесение приговора. В отчётах о вскрытии отмечалось, что он умер от сердечного приступа вызванного ишемической болезнью сердца. Вокруг его смерти строились теории заговора.

## Биография
Кен Лэй родился в городке Тайрон, штат Миссури, в семье Рут (в девичестве Риз) и Омера Лей. Его отец был баптистским проповедником и некоторое время продавцом тракторов. Ещё ребёнком Лэй работал разносчиком газет и газонокосильщиком. После переезда в Колумбию, штат Миссури он учился в средней школе Дэвида Хикмана и университете Миссури, где изучал экономику. В 1964 году он получил степень бакалавра, в 1965 году — магистра. Лэй занимал пост президента в братствах Дзета-Фи и Бета Тета Пи в университете Миссури. Он продолжил обучение в Хьюстонском университете, где в 1970 году получил степень доктора философии по экономике, после чего перешёл на работу в корпорацию ExxonMobil.
В начале 1970-х годов Кеннет работал в качестве федерального регулятора энергии, затем заместителем Департамента внутренних дел, а потом одним из руководителей Florida Gas Transmission. В начале 1980-х годов Лэй уже владел энергетической компанией Houston Natural Gas, изменившей в 1985 году название на Enron. Он также входил в совет директоров Eli Lilly and Company.
Кен Лэй был одним из самых высокооплачиваемых руководителей в США, заработав $ 42,4 млн в 1999 году. В декабре 2000 года он был упомянут в качестве возможного кандидата на пост министра финансов в кабинете Дж. Буша. В сентябре и октябре 2001 года Лэй сбросил большое количество своих акций в Enron, что привело к обвалу их цены, а также вводил в заблуждение сотрудников, заверив их в необходимости приобретения акций компании. За период с 1998 по 2001 год им ликвидировано акций более чем на $ 300 млн, в основном на опционы. Когда разгорелся скандал, он настаивал, что хочет «рассказать свою историю», однако позже отказался от обещания дать показания в Конгрессе. Portfolio.com присвоило Кеннету третье место в рейтинге худших генеральных директоров США всех времён.
Лэй в течение 22-х лет был женат на Линде Филлипс — его секретаре. У него были пять детей, включая троих приёмных, и 12 внуков.

## Обвинительное заключение и суд
7 июля 2004 года большим жюри в Хьюстоне штата Техас Лэю было предъявлено обвинение в крахе Enron. На 65 страницах обвинительного заключения были представлены 11 пунктов обвинения в мошенничестве с ценными бумагами, а также ложными и вводящими в заблуждение утверждениями. Судебный процесс начался 30 января 2006 года в Хьюстоне, несмотря на многократные протесты адвокатов, призывавших к изменению места, так как «невозможно получить справедливое судебное разбирательство в Хьюстоне» — центре краха Enron. На момент подачи заявки в декабре 2001 года банкротство этой корпорации стало крупнейшим в истории США. Более 20 тыс. сотрудников потеряли рабочие места, а многие из них и свои сбережения, хранившиеся в акциях корпорации. Инвесторы потеряли миллиарды долларов. Перед началом суда состояние Кеннета Лэя оценивалось примерно в $ 40 млн, считается, что большая их часть была потрачена на адвокатов. Во время суда Лэй утверждал, что в 2001 году его состояние более чем на 90 % также хранилось в акциях. Он настаивал, что крах Enron был обусловлен заговором, который вели другие продавцы, уволенные сотрудники корпорации и средства массовой информации. 25 мая 2006 года жюри из восьми женщин и четырёх мужчин признали его виновным в заговоре, мошенничестве и ложных заявлениях. Приговор должен был состояться 11 сентября, но позже был перенесён на 23 октября.

## Смерть
Лэй умер 5 июля 2006 года во время отпуска в Колорадо. Шериф подтвердил, что полицейские были вызваны в дом в Сноумассе, недалеко от Аспена в 1:41 утра. Лэй был доставлен в больницу Аспена, где в 3:11 была констатирована смерть. Вскрытие показало, что он умер от сердечного приступа вызванного ишемической болезнью сердца, а также было обнаружено, что он страдал от предыдущего сердечного приступа.
Частные похороны, на которых присутствовали около 200 человек, прошли в Аспене через четыре дня после смерти, тело кремировали, а прах похоронили в тайном месте в горах. Памятная церемония прошла через неделю в Первой объединённой методистской церкви в Хьюстоне, на которой присутствовали около 1200 гостей, включая бывшего президента Джорджа Буша старшего.